# Buio davanti
Buio davanti è un singolo del rapper italiano Lazza, pubblicato il 3 gennaio 2025 come quinto estratto dal quarto album in studio Locura.

## Descrizione
Il brano è stato scritto dallo stesso Jacopo Lazzarini, in collaborazione di Jacopo Èttorre, Alessandro Merli e Fabio Clemente, e prodotto dal duo di produttori Takagi & Ketra.

## Tracce
Testi di Jacopo Lazzarini, Jacopo Èttorre, musiche di Alessandro Merli, Fabio Clemente.
1. Buio davanti – 3:09

## Classifiche
| Classifica (2024) | Posizione massima |
| ----------------- | ----------------- |
| Italia            | 10                |